# Olympia Press
Olympia Press foi uma editora com sede em Paris, fundada em 1953 por Maurice Girodias como uma versão rebatizada da Obelisk Press que ele herdou de seu pai Jack Kahane. Publicou uma mistura de ficção erótica e ficção literária de vanguarda, e é mais conhecida pela primeira impressão de Lolita, de Vladimir Nabokov.
Foi especializada em livros que não puderam ser publicados (sem ação legal) no mundo de língua inglesa, e assumiu corretamente que os franceses, que eram incapazes de ler os livros, e eram mais sexualmente tolerantes, iriam deixá-los circular. Eram livros para comprar em viagens através de Paris.
As 94 publicações da Olympia Press foram promovidas e empacotadas como livros de "Companhia do Viajante", geralmente com capas apenas de texto simples, e cada livro da série numerado. A linha erótica "Ophelia Press" era muito maior, usando o mesmo design, mas as capas eram rosas em vez de verdes.
A Olympia Press foi a primeira editora disposta a imprimir o livro de vanguarda e sexualmente explícito de William S. Burroughs, Naked Lunch, que logo se tornou famoso. Outras obras notáveis incluíram a de J. P. Donleavy, The Ginger Man; a trilogia francesa de Samuel Beckett, Molloy, Malone Dies e The Unnamable; a trilogia de Henry Miller de The Rosy Crucifixion, consistindo de Sexus, Nexus e Plexus; A Tale of Satisfied Desire de Georges Bataille; História de O de Pauline Réage; Candy de Terry Southern e Mason Hoffenberg; e um livro crítico sobre Cientologia, Inside Scientology: How I Joined Scientology and Became Superhuman de Robert Kaufman. O poeta sul-africano Sinclair Beiles foi o editor. Outros autores incluíram Alexander Trocchi, Iris Owens (Harriet Daimler) e John Stevenson (Marcus Van Heller).
Girodias tinha relações conturbadas com os seus autores, incluindo questões de direitos autorais; Nabokov não estava satisfeito com o editor e sua reputação, e outra longa disputa sobre os direitos de The Ginger Man terminou com a então esposa de Donleavy, Mary, comprando Girodias com o que estava destinado a ser um leilão fechado. Tendo de deixar a França por ele ter conseguido irritar pessoas poderosas, Girodias restabeleceu brevemente a Olympia Press, em Nova Iorque na década de 1960, e em Londres na década de 1970.
Grove Press nos Estados Unidos, mais tarde imprimiria The Olympia Reader, uma antologia contendo material de best-seller de algumas das obras mais populares da Olympia, incluindo o material por Burroughs, Miller, Trocchi e outros. Outra coleção bem conhecida foi The Best of Olympia, publicada pela Olympia Press em 1963 e reeditada pela New English Library em 1966.
Outras encarnações da editora, algumas com o apoio de Girodias, surgiram na Alemanha, Itália e Reino Unido. A Olympia Press foi re-estabelecida e está atualmente operando a partir de Washington, Londres, e Frankfurt.

## Obras na Traveller's Companion Series
- Os 120 Dias de Sodoma por Marquês de Sade
- A Bedside Odyssey por Homero e Associados
- The Carnal Days of Helen Seferis por Alexander Trocchi

| No.  | Título | Autor                                            |
| ---- | --- | ------------------------------------------------ |
| 1    | The Enormous Bed | Henry Jones                                      |
| 2    | Rape | Marcus Van Heller (John Stevenson)               |
| 3    | School for Sin | Frances Lengel (pseudonym for Alexander Trocchi) |
| 4    | The Libertine | Robert Desmond                                   |
| 5    | Play This Love With Me                                                                                                   | Willie Baron (pseudonym for Baird Bryant)        |
| 6    | Tender Was My Flesh | Winifred Drake                                   |
| 7    | The Ginger Man | J. P. Donleavy                                   |
| 10   | What Frank Harris Did Not Say                                                                                            | Alexander Trocchi                                |
| 11   | The Loins of Amon | Marcus Van Heller (John Stevenson)               |
| 12   | The Chariot of Flesh | Malcolm Nesbit                                   |
| 14   | White Thighs | Alexander Trocchi                                |
| 17   | Fanny Hill | John Cleland                                     |
| 18   | How to do it | Gustav Landshot                                  |
| 19   | Darling | Harriet Daimler                                  |
| 20   | The small rooms of Paris                                                                                                 | Ezra de Richarnaud                               |
| 21   | Until She Screams | Mason Hoffenberg                                 |
| 22   | The Itch | Steven Hammer                                    |
| 23   | Roman Orgy | Marcus Van Heller (John Stevenson)               |
| 24   | Heaven, hell and the whore                                                                                               | Robert Desmond                                   |
| 25   | Thongs | Alexander Trocchi                                |
| 26   | Who Pushed Paula? | Akbar Del Piombo                                 |
| 28   | Sarabande for a bitch | Mickey Dikes                                     |
| 29   | Helen and Desire | Alexander Trocchi                                |
| 30   | Cruel Lips | Marcus Van Heller (John Stevenson)               |
| 31   | Kama Houri | Ataullah Mardaan                                 |
| 32   | The Pleasure Thieves | Harriet Daimler                                  |
| 33   | Innocence | Harriet Daimler                                  |
| 35   | The Wantons | Marcus Van Heller (John Stevenson)               |
| 36   | Our Lady of the Flowers                                                                                                  | Jean Genet                                       |
| 37   | The House of Borgia | Marcus Van Heller (John Stevenson)               |
| 39   | Sexus | Henry Miller                                     |
| 42   | Deva Dasi | Ataullah Mardaan                                 |
| 43   | The Double Bellied Companion                                                                                             | Akbar Del Piombo                                 |
| 44   | The Torture Garden | Octave Mirbeau                                   |
| 47   | The world of sex | Henry Miller                                     |
| 48   | Sodom, or the Quintessence of Debauchery                                                                                 | John Wilmot                                      |
| 51   | The White Book | Jean Cocteau                                     |
| 56   | Juliette | Marquis de Sade                                  |
| 61   | The Woman Thing | Harriet Daimler                                  |
| 62   | Teleny | Oscar Wilde                                      |
| 64   | Candy | Terry Southern                                   |
| 65   | Classical Hindu Erotology                                                                                                | Ram Krishnanada                                  |
| 66   | Lolita | Vladimir Nabokov                                 |
| 68   | Plexus | Henry Miller                                     |
| 70   | Two Novels: The Amorous Exploits of a Young Rakehell; The Debauched Hospodar                                             | Guillaume Apollinaire                            |
| 71   | Molloy; Malone Dies; The Unnamable                                                                                       | Samuel Beckett                                   |
| 73   | The Fetish Crowd | Akbar Del Piombo                                 |
| 74   | Zazie dans le Metro | Raymond Queneau                                  |
| 75   | Glædeshuse | Sinclair Beiles                                  |
| 76   | Naked Lunch | William S. Burroughs                             |
| 77   | The Black Book | Lawrence Durrell                                 |
| 78   | The Thief's Journal | Jean Genet                                       |
| 79   | Fuzz Against Junk: The Saga of the Narcotics Brigade, and, The Hero Maker                                                | Akbar Del Piombo                                 |
| 80   | The Young and Evil | Charles Henri Ford                               |
| 85   | The American Express | Gregory Corso                                    |
| 86   | The Shy Photographer | Jock Carroll                                     |
| 88   | The Soft Machine | William S. Burroughs                             |
| 91   | The Ticket That Exploded                                                                                                 | William S. Burroughs                             |
| 92   | Busy bodies | Ed Martin                                        |
| 93   | Murder vs. murder: The British legal system and the A.6 murder case                                                      | Jean. [from old catalog] Justice                 |
| 94   | Sextet | j. Hume Parkinson                                |
| 101  | Stradella | James Sherwood                                   |
| 102  | I Hear Voices | Paul Ableman                                     |
| 104  | The Gaudy Image | William Talsman                                  |
| 105  | The Story of Venus and Tannhauser                                                                                        | Aubrey Beardsley                                 |
| 107  | The best of 'Olympia': An anthology of tales, poems, scientific documents and tricks which appeared in the short-lived a | Maurice Girodias                                 |
| 109  | Young Adam | Alexander Trocchi                                |
| 112  | Night | Francis Pollini                                  |
| 114  | Junky | William S. Burroughs                             |
| 115  | Gordon | Edith Templeton                                  |
| 205  | The Sexual Life of Robinson Crusoe                                                                                       | Humphrey Richardson                              |
| 206  | A bedside odyssey | Gerald Williams                                  |
| 210  | Sin for Breakfast | Mason Hoffenberg                                 |
| 214  | My Mother Taught Me | Tor Kung                                         |
| 301  | The Watcher and the Watched                                                                                              | Thomas Peachum                                   |
| 429  | Crazy Wild breaks loose.                                                                                                 | Jett Sage                                        |
| 434  | Bishop's gambol | Roger Agile                                      |
| 440  | Frankenstein '69 | Ed Martin                                        |
| 450  | Acid temple ball | Mary Sativa                                      |
| 456  | A satyr's romance | Barry N. Malzberg                                |
| 465  | Sookey | Angelo D'Arcangelo                               |
| 467  | Thrust | C.S. Vanek                                       |
| 470  | Jyros | J. Joth                                          |
| 505  | Run Little Leather Boy                                                                                                   | Larry Townsend                                   |
| 2218 | The Organization | Harriet Daimler                                  |
| 2220 | Whip Angels | Selena Warfield                                  |